# Marcelo Antônio Guedes Filho
Marcelo Antônio Guedes Filho, mer känd som endast Marcelo, född 20 maj 1987, är en brasiliansk fotbollsspelare som spelar för Western Sydney Wanderers.

## Karriär
I juli 2017 värvades Marcelo av Lyon, där han skrev på ett treårskontrakt. Marcelo gjorde sin Ligue 1-debut den 5 augusti 2017 i en 4–0-vinst över Strasbourg.
Den 28 januari 2022 värvades Marcelo av Bordeaux, där han skrev på ett halvårskontrakt. Den 31 juli 2022 värvades Marcelo av australiska Western Sydney Wanderers, där han skrev på ett ettårskontrakt. I mars 2023 förlängde Marcelo sitt kontrakt i klubben fram över säsongen 2023/2024.